# 花儿
花儿，又名少年，是流行于中国西北甘肃、青海、宁夏、新疆、陕西部分地区的汉、回、土、撒拉、东乡、保安、藏等族以及中亚地区的东干人中的民歌形式。
花儿属于情歌，唱花儿部分地区又称「漫花儿」，一个「漫」字描绘出花儿铺天盖地席卷而来的情形。花儿通常为独唱或对唱，也可在庙会中打擂斗歌，使得庙会变成「花儿会」。传统上唱花儿的人主要是下层劳动人民，如农民、牧民、工匠、猎户等等。花儿的题材广泛，涵盖民众生产劳动、衣食住行、民俗文化、天文地理、历史故事、气象物候、宗教活动等等。
花儿在明代便已成型。2006年花儿被列入中国首批国家级非物质文化遗产，2009年又被列入联合国教科文组织人类非物质文化遗产代表作名录。

## 历史
「花儿」之名何时而起，目前尚无定论。明代万历年间的诗人高洪在《古鄯行吟》中写道「漫闻花儿断续长」，清代甘肃临洮诗人吴镇在《忆临洮》中写道「花儿饶比兴，番女亦风流」，说明至少在明清，花儿便已经流行。

## 分布
花儿的流行地区主要以甘肃、青海的河、湟与洮、岷为中心，并向外辐射到甘肃的大部分地区、青海东部、宁夏、新疆昌吉回族自治州、陕西西部。在中心地带，花儿是唯一的山歌体裁，亦可称为山歌或野曲；而在边缘地带，山歌和花儿的称谓有着严格的区别。

## 流派
花儿视艺术特点，大致可以分为以下几类：
- 河湟花儿：曲目丰富纷繁，歌词下句末顿采用双字形式，有程式化衬词，曲调婉转，感情细腻。这一类花儿以甘肃、青海的黄河、湟水为中心，在西北广为流传，影响深远。

- 洮岷花儿：曲目简单，歌词上下句末顿均采用单字形式，有程式化衬词，曲调简单，起伏较小，感情粗犷。这一类花儿主要流传在甘肃境内的洮河流域与岷江上游一带。

- 泾渭花儿：和当地山歌较为接近，歌词末顿单字双字形式并存，无衬词，曲调可起可伏，变化自由。这一类花儿主要流传在甘肃境内的泾河与渭河流域、宁夏南部，以及邻近甘肃的陕西宝鸡、陕北、陕川交界处等地。也有观点认为该类花儿属于河湟花儿[5]。

## 河湟花儿
河湟花儿是指以甘肃、青海的黄河、湟水一带为核心地区的花儿，也叫做河州花儿，过去也称「少年」。河湟花儿的流行中心位于黄土高原和青藏高原交接处，是农耕与畜牧文化的接触地带，除了汉、藏两大民族外还夹杂有回、土、撒拉、东乡、保安等少数民族，形成「大杂居小聚居」的多民族交错分布局面。在频繁的经济文化交流中，各族民众选择了当地汉语方言作为通用语，并形成了较为封闭的经济共同体。河湟花儿便产生于这种环境之下。随着人口交流迁徙，河湟花儿也流行到了宁夏、新疆。此外，从中国西北迁往中亚的东干人也在传唱河湟花儿。

### 词式
河湟花儿的主词主要分为四句式和六句式两种句式。四句式又称齐头齐尾式，分为两段，每段两句，前段比兴后段做赋。六句式又称「折断腰」或「两担水」，由四句式每段上下句间加入一个半截句而得。半截句也可仅加在前段或后段，称为「单折腰」。有些歌手为了加大表现力，还会即兴发挥加上多个半截句，形成「垛句」。此外，河湟花儿历史上还存在过三句式，流传于青海的循化、民和一带，可能是四句式的早期形式。
甘肃一带的花儿每句通常为八到九字，分为三到四顿，上句字数较灵活，也可有七、十、十一字。而青海一带的花儿以每句七字三顿为基础，对仗工整，也有八字三顿、七八字交错三顿以及其他字数或顿数。河湟花儿的尾顿格式十分严谨，四句式的花儿中奇数句尾顿必须为三字而偶数句必须为二字，上下两句单双交错，形成一种独特的美感。
河湟花儿的衬词衬句使用相当频繁，不少程式化的衬词采用比喻、象征等手法，往往用来命名曲调。许多花儿曲头往往有呼唤性的衬句，具有山歌色彩，抒发感情并引入正词。曲中的衬句用来联系前后两部分歌词，渲染情绪，同时也可以扩充曲调。曲末的衬句有些根据正词的内容演绎，有些则仅在情绪上和歌词呼应。曲末「垛句」式的重复短句会对事物进行夸张或细节描写，而拖腔式样的长句在乐句的反复和变化重复中扩充乐曲感情，也使得不同地区的花儿特征更加鲜明。
河湟花儿以西北方言入韵，大致沿用十三辙。一般来说四句式花儿一三句、二四句末字对称押韵，但也有一韵到底的。末字一韵到底时，倒数第二字也有一三句、二四句对称押韵或是一韵到底的情况。

### 曲式
河湟花儿根据节奏可以分为「长调子」和「短调子」两种，前者高亢悠扬，跳动性大，多用颤音和滑音，演唱时男高音常用假声；后者结构规整，平稳流畅，具有小调特点，常用真声。
河湟花儿最常见的调式为徵调式，在青海约占花儿总数之70%。其基本音列是商徵型四声音列re-sol-la-do-re-sol，每段上句用由商徵两音开始连续跳进上行造成较大起伏，中间的半截句重复上句后半句以加深印象（仅存在于六句式花儿中，四句式花儿无此半截句），下句迂回级进回到主音徵音，结尾时主音多向下作小二度滑进。商调式花儿常见于撒拉族和土族，上下属音给予主音商音支持，结尾多由上导音角音回到主音，也有由导音宫音回到主音的。羽调式花儿亦常见于撒拉族和土族，由于主音和其上方三度音形成小三度，因而色彩较柔较暗。此外还有交替调式的花儿。

### 曲令
河湟花儿的曲调原本直呼其名，后来也仿照洮岷花儿，称之为令。曲令可以地名（如清水令）、衬词（如白牡丹令）、曲调风格（如直令）、职业（如脚户令）、民族（如土族令）来命名，其中用衬词命名的比例最多。不同于其他民歌的一词一调，河湟花儿同样的歌词可用不同的曲调演唱，使得同一歌词风格韵味变得多姿多彩。

### 演唱方式
依照音区和演唱风格可将花儿分成高腔、平腔、矮腔三种。高腔花儿声区高，用假声演唱，又称尖音花儿。平腔花儿较为平稳，用真声或真假声结合演唱，又称平音花儿。矮腔花儿多见于撒拉族花儿，强调中低音声区的膛音效果，又称膛音花儿。
由于花儿属于情歌，传统上被认定是只在田间演唱的野曲，不能当着老人面演唱，一般由单人或多人在山间或田地中自由演唱。每年的花儿会是花儿演唱最活跃的时节，会上有打擂台形式的对歌活动。

### 地域差异
20世纪30年代，当地群众以河州为中心，以东南西北不同方位将核心地带的河湟花儿分为四类。20世纪80年代，也有临夏、互助、循化、西海固四大流派和大夏河流域、黄河上峡谷地、湟水流域三大流派的说法。
除了核心地带的甘肃、青海以外，河湟花儿还在宁夏、新疆等地流行。宁夏的花儿主要在回族民众间流传，当地又称「回族花儿」，除了基本的商徵型四声音列外还有在其中增添角音或清角音的音列，更具小调色彩。新疆的花儿是从甘肃、青海、宁夏传入，主要分布在昌吉回族自治州和北疆沿天山一带的乌鲁木齐市、沙湾县、伊宁市、霍城县、新源县、特克斯县，东疆的吐鲁番市、哈密市、巴里坤哈萨克自治县及南疆的焉耆回族自治县等地。和关内的花儿相比，新疆花儿吸收了当地维吾尔族、哈萨克族等民族的元素，除主流的徵、商、羽调式外还有较为完整的小调式及交替调式，装饰音少，节拍规范，适合舞蹈。流行于新疆部分地区的郿鄠、新疆曲子等其他曲艺形式对花儿在新疆的传唱也产生了影响。在新疆的花儿唱词中亦会用到维吾尔语、哈萨克语等语言，内容也会提及新疆的自然风貌或人文背景。

### 民族差异
在河湟地区，汉族和回族的花儿被各族民众传唱，而其他民族除了演唱汉族和回族的花儿外也同时演唱带有本民族特色的花儿。按演唱者民族可将河湟花儿分为以下几类：
- 汉族花儿：曲调以四、五度框架的五声或六声徵调式为主，徵音为主音，商音为支持音。代表曲调有河州大、二、三令等。
- 回族花儿：和汉族花儿类似，但更加自由奔放。回族花儿大量运用颤音、顿音并大胆改变节奏增加跳进，旋律更加华丽。
- 东乡花儿：音乐接近汉族、回族的花儿，但以短调为主，不太使用长调。衬词仅零散分布。代表曲调有东乡令。
- 保安花儿：节奏为以三拍子为主的混合节拍，突出前短后长。曲调以四、五度框架的五声羽调式为主，或为突出羽音的商、宫、徵调式，定调较低。旋律进行中往往出现六度、八度甚至十度的下行大跳，并给跳入音加入下滑手法。衬词常夹杂保安语。代表曲调有保安令。
- 撒拉花儿：节奏突出前短后长。旋律富有小调色彩，多为羽调式，最突出的特征是从角音向上四度跳入羽音的音调。在使用徵调式时，和汉族、回族的花儿突出商、徵音不同，撒拉花儿强调羽、宫、角三音，仍使其带有羽调式色彩。撒拉花儿受藏族民歌影响较大，演唱时甚至加入藏语山歌式的曲首。衬词常夹杂撒拉语或藏语，还有一种「风搅雪」的衬句，以汉语和撒拉语交织演唱[2]。代表曲调有撒拉令、巴加（意为朋友）令、清水令等。
- 土族花儿：旋律进行中常强调宫音，将宫音予以延长并下滑，突出其支持作用。代表曲调有土族令、红花姐令等。
- 裕固花儿：仅流行于裕固族东部，曲调融合当地裕固族民歌特点。代表曲调有巴音令，也称裕固令。
- 藏族花儿：融入了藏族民歌的特点，但尚未形成特有曲调。

## 洮岷花儿
洮岷花儿是对流行于洮河与岷江上游花儿的合称，包括以甘肃莲花山为核心的洮州和以二郎山为核心的岷州花儿。主要流行于汉族，但当地回族、藏族民众也唱。洮州花儿以莲花山令为主，岷州花儿以扎刀令为主，均只有一种主要曲调。两种花儿虽然曲调上差异明显，但歌词形式和演唱风格基本相同。
洮岷花儿歌词分为单套和双套。单套一首三句，每句以七字为主，也可多至十几字，各句末顿均为单数，演唱时一人唱一个单句。双套一首四句，也有六句或更多的，句式和单套相同，演唱时一人唱一个复句，复句由两个单句组成。和河湟花儿两句或两句半的比兴不同，洮岷花儿的比兴仅限于第一句，且常使用固定的套语，主要用来定韵。
洮岷花儿曲调单一。和河湟花儿相比，洮岷花儿的曲调强于叙事弱于咏叹，因而便于即兴创作。临时编造的歌词通常称作「散花」或「草花儿」，与之相对，世代流传成本成套的歌词通常称作「整花」或「本子花」。洮州花儿和岷州花儿两种曲调均以一个乐句为主进行变化，演唱时使用假声，起音很高。

### 洮州花儿
洮州的莲花山令以流行区域中心的莲花山而得名，因其曲首曲末均有固定衬字「啊」，又被称作「啊花儿」。莲花山令属于紧板山歌，曲调严谨，节奏单一，主词每字一拍，直至句末方有少许延长。其曲首较短，仅有一个衬字「啊」，以调式主音开始，随即上跳四度，再上跳四度或五度进入正式乐句。单套时一个乐句变化重复三次，双套时一个乐句变化重复两次（四句时）或三次（六句时）。全曲末句通常运用固定衬词如「莲叶儿」、「两连儿」等。全曲首尾两音相同，均为调式主音。整个曲调属于「双四度音列」，如以re、sol两音形成一个四度，再以la和高八度的do、re两音形成第二个四度。
洮州花儿一般采用独唱或对唱，在花儿会时也可形成4至7人甚至10人的「歌摊」相互对歌。每个歌摊选出3到4名歌手各自担任一个乐句的领唱，曲尾时全组附和。歌摊的灵魂是「串把式」，串把式需要即兴创作歌词，在前一乐句演唱的时候将下一句歌词口授给下一位领唱者。串把式的积累和创作能力决定着对歌的成败。

### 岷州花儿
岷州的扎刀令因风格高亢粗犷好似尖刀扎入人心而得名，又因其曲首衬字而被称作「啊欧令」。扎刀令属于宽板山歌，结构疏散，节奏多样。其曲首旋律进行将四度上跳的属音、主音循环一次，并将第二个主音自由延长。正式乐句分为四节，第一节为程式化的衬词如「尕妹子哎」、「娃老子」，第二节为主词第一、二顿，第三节为主词第三顿，第四节为主词第四顿。第四顿往往只有一字，故常常后面接两个衬字，尾音一拍下滑，和洮州花儿迥异而接近河湟花儿。曲调以四度框架的五声、六声为主，全曲首末两音不同，首音不用调式主音，通常用属音或下属音。
岷州花儿也采用独唱或对唱，也可自发形成小组。但和洮州花儿的歌摊不同，岷州花儿小组演唱时一段均由一人承担，因其曲尾没有固定性衬词，故不存在一领众和的现象。

## 泾渭花儿
又称六盘山花儿、关陇花儿，在宁夏又称山花儿、干花儿、土花儿等，主要流传在甘肃境内的泾河与渭河流域、宁夏南部山区及同心县等回族聚居区、陕西宝鸡、陕北、陕川交界处等地。其中宁夏山花儿与甘肃张家川花儿均已入选为中国非物质文化遗产。泾渭花儿兼具河湟花儿和洮岷花儿之特点，还吸收了山歌和小曲的特征并衍生出一些变体。也有观点认为该类花儿属于河湟花儿。

### 词式
和河湟花儿、洮岷花儿相比，泾渭花儿歌词段数不定，且一般较长。其句式有河湟花儿型、一般山歌型以及混合型，混合型是由河湟花儿与一般山歌或洮岷花儿的句式结合而成。泾渭花儿没有曲令之称，上述三种句式各自有不同风格之曲调与其相配，河湟花儿型歌词多配山歌化曲调，以词补曲；一般山歌型歌词多配山歌和河湟花儿融合的曲调，以曲补词；混合型歌词所配曲调两者皆有。这种配法可使泾渭花儿仍然保持一定花儿风貌而不至于全盘山歌化。

### 曲式
宁夏山花儿在音乐上自成体系，和其他地区的花儿有明显区别。不同于高原山歌的高亢，山花儿以流畅、柔和、婉约见长。山花儿的调式十分丰富，多采用级进或小三度跳进混合，迂回前进，起伏较小。山花儿曲体节奏规整，衬词较少，也少用甩腔手法，结尾时主音常向上作纯四度或小六度滑进。此外由于宁夏山花儿多流行于回族民众间，其曲调也受到了伊斯兰教诵经赞主音调的影响。
山花儿的调式除了五声徵调式外，五声羽、角调也很多，宫、商调次之。徵调式的山花儿有不少属于商徵型，带有角音的也不少，但罕见含有清角音的，和常用徵调式的河湟花儿色彩迥异。羽调式的山花儿常用商羽或角羽型混合音列。角调式的西北民歌不多，山花儿中只有羽角型一种色彩，通过不同节奏和旋法形成自己独特的风格。商调式的山花儿多为徵商型，不少使用七声调式。宫调式的山花儿强调do-re-mi或mi-re-do式大三度的三音小组，和中国传统五声调式中强调由大二度或小三度构成的三音小组有别。

## 花儿会
花儿会是河、湟、洮、岷一带各族民众利用当地庙会的机会自发聚集起来演唱花儿的活动，从农历正月中至十月底月月都有，但多集中在农闲的四、五、六月。河湟花儿与洮岷花儿均有自己的花儿会，难以尽举，一个县有数十处之多，其中莲花山花儿会、松鸣岩花儿会、二郎山花儿会、老爷山花儿会、丹麻土族花儿会、七里寺花儿会、瞿昙寺花儿会已于2006年被列入中国首批国家级非物质文化遗产。根据1979至1982年的统计，甘肃洮州花儿的花儿会便有78处，参与人数少则一千，多则上万，另外甘肃省河湟花儿的花儿会还有炳灵寺花儿会、罗家洞花儿会、岗沟寺花儿会、寺沟花儿会、板仓岭花儿会等等。青海省的花儿会据《中国民间歌曲集成: 青海卷》统计也有49个。新疆维吾尔自治区昌吉回族自治州常见的花儿会则有二六工花儿会和长山子花儿会。乌鲁木齐市米东区和巴音郭楞蒙古自治州焉耆回族自治县则会通过举办花儿艺术节或花儿演唱会的形式进行花儿演出、演唱。

### 莲花山花儿会
莲花山花儿会是洮州花儿最负盛名的歌会，会址在甘肃省临夏回族自治州康乐县境内的莲花山，莲花山形似莲花，但无莲叶陪衬，因而歌手在演唱莲花山令时，曲末通常运用固定衬词如“莲叶儿”，为其增色。莲花山花儿会会期为农历六月初一至初六，凡前往莲花山的歌手皆会被当地群众拦路问歌，对答成功方予放行。六月初一初二是花儿会的序幕，人们在莲花山山麓的足古川零星对歌；初三初四游山对歌；初五从莲花山向西移动至约15公里外的王家沟门，夜间围绕篝火对歌；初六黎明歌手继续移动至约10公里外的紫松山，登山对歌并奖励优胜者。

### 松鸣岩花儿会
松鸣岩花儿会是河湟花儿最有影响力的歌会之一，会址在甘肃省临夏回族自治州和政县南约20公里的松鸣岩。松鸣岩花儿会俗称四月八，为佛诞日，但实际日期是农历四月二十六至二十九日，以二十八日为高潮。花儿会演唱河湟花儿的大部分曲令，其中以白牡丹令、二牡丹令等赞颂牡丹的曲令最为盛行。花儿会上还有乐器独奏及伴奏，独奏乐器为筚筚，伴奏乐器有筚筚、唢呐、二胡、板胡等等。

### 二郎山花儿会
二郎山花儿会是岷州花儿气势最大人数最多的歌会，高潮时人数可达十余万。花儿会会址在甘肃岷县城关大小南门外的二郎山，会期为农历五月十七。五月十四下午花儿会便拉开序幕，至十七日达到高潮，十八十九日赛歌中心逐渐南移动，随后急剧结束。

### 老爷山花儿会
老爷山花儿会是河湟花儿的歌会，会址在青海大通回族土族自治县桥头镇老爷山，会期为农历六月初六，前后历时三天，从初五唱至初七，常见曲目有大通令、东峡令、老爷山令等。

### 丹麻土族花儿会
丹麻土族花儿会是河湟花儿的歌会，会址在青海互助土族自治县丹麻乡丹麻滩，会期为农历六月十三，前后历时五天，从十一唱至十五，常见曲目有尕联手令、黄花姐令、杨柳姐令等，也包含具有民族特色的土族花儿。

### 七里寺花儿会
七里寺花儿会是河湟花儿的歌会，会址在青海民和回族土族自治县古鄯镇七里寺，会期为农历六月初六，前后历时三天，从初五唱至初七，常见曲目有古鄯令、马营令、二梅花令等，除了演唱花儿外民众还会去寺庙内的药水泉祈神并饮用泉水。

### 瞿昙寺花儿会
瞿昙寺花儿会是河湟花儿的歌会，会址在青海海东市乐都区瞿昙乡瞿昙寺，会期为农历六月十四至十六，常见曲目除了当地的碾伯令外，还有白牡丹令、尕马儿令、水红花令、三闪令等以及藏族民歌拉伊。

### 西北五省（区）花儿演唱会
2004年起，中国西北五省区开始联合举办西北五省（区）花儿演唱会，每年一届，时间定在农历六月初六。首届花儿演唱会在青海西宁凤凰山举办，2009年时参与人数已达50万，2010年更达到近百万，是西北五省区的花儿演唱活动中歌手最多、曲令种类最多、水准最高、影响力最大、人气最旺的活动，截至2021年已成功举办了18届。